# John Urry
John Urry, född 1 juni 1946 i London, död 18 mars 2016 i Lancaster i Lancashire, var en brittisk sociolog och professor vid Lancaster University. Han har forskat och skrivit många böcker på ämnet turism och mobilitet.
Urry tog 1967 examen i nationalekonomi vid Cambridge University och 1972 en Ph.D. i sociologi vid samma universitet. Han var varit verksam vid Lancaster University sedan dess och utsågs 2007 till distinguished professor. 2004 blev han hedersdoktor vid Roskilde universitet.